# Franklin County (Mississippi)
Das Franklin County ist ein County im US-Bundesstaat Mississippi. Der Verwaltungssitz (County Seat) ist Meadville. Das County gehört zu den Dry Countys, was bedeutet, dass der Verkauf von Alkohol eingeschränkt oder verboten ist. Das U.S. Census Bureau hat bei der Volkszählung 2020 eine Einwohnerzahl von 7675 ermittelt.

## Geographie
Das County liegt im Südwesten von Mississippi, ist im Westen und Süden etwa 50 km von Louisiana entfernt und hat eine Fläche von 1468 Quadratkilometern, wovon sechs Quadratkilometer Wasserfläche sind. Es grenzt an folgende Countys:
|                  | Jefferson County |                |
| Adams County     |                  | Lincoln County |
| Wilkinson County | Amite County     |                |

## Geschichte

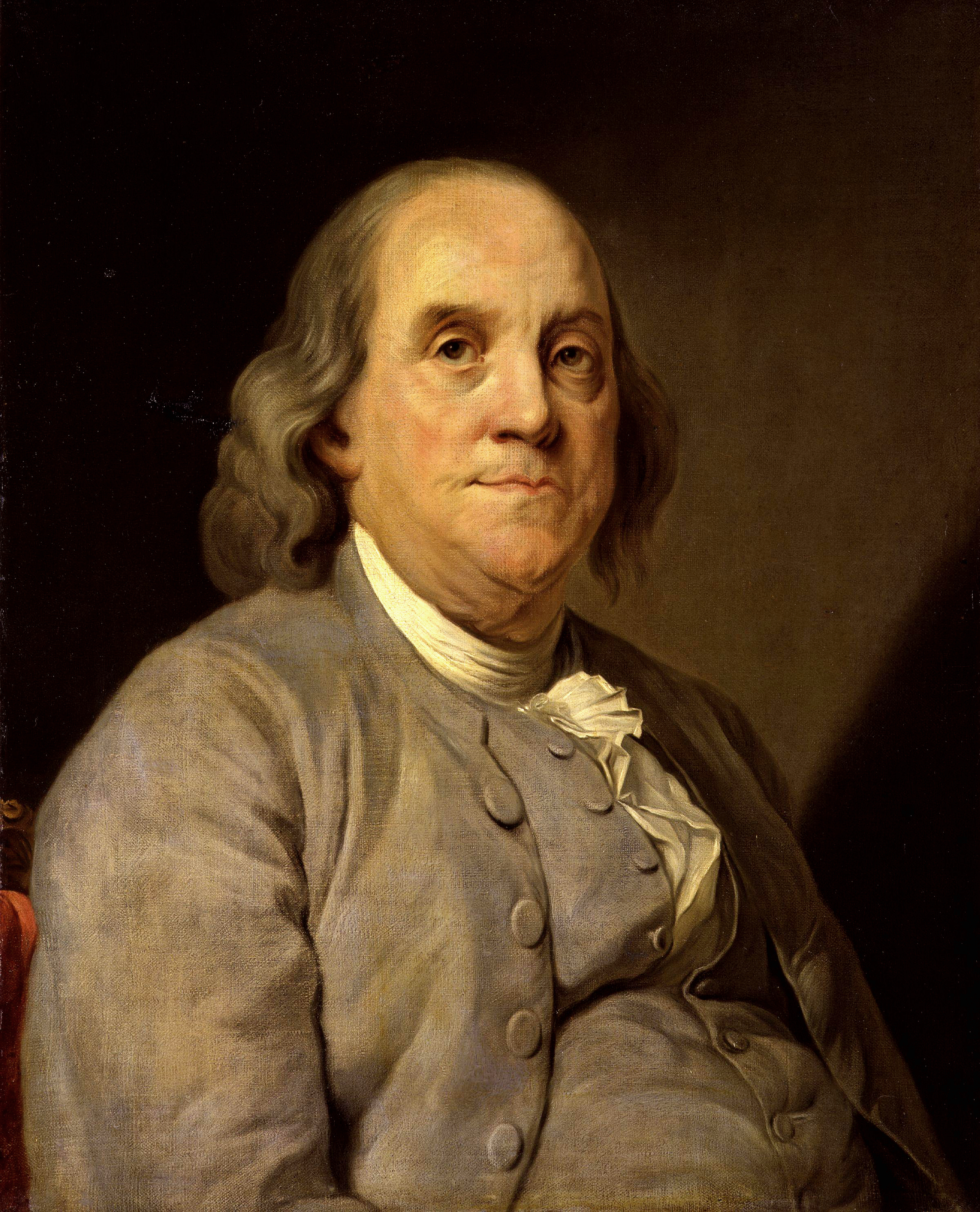
Benjamin Franklin

Franklin County wurde am 21. Dezember 1809 aus Teilen des Adams County gebildet. Benannt wurde es nach Benjamin Franklin, einem nordamerikanischen Verleger, Staatsmann, Schriftsteller, Naturwissenschaftler, Erfinder, Naturphilosoph und Freimaurer, der zudem als einer der Gründerväter der Vereinigten Staaten gilt.
Wichtigstes Exportgut war Baumwolle, die bis zum Ende des Bürgerkrieges mit Hilfe von Sklavenarbeit produziert wurde.
Im Rahmen der Great Migration wanderten viele Schwarze vor und nach dem Zweiten Weltkrieg in den Norden aus.
Im Mai 1964 wurden zwei Schwarze durch den Ku Klux Klan ermordet. Die Leichen der beiden, Henry Hezekiah Dee und Charles Eddie Moore, wurden erst im Juli 1964 entdeckt.
Niemand wurde deswegen angeklagt. Erst 2007 wurde der Fall wiederaufgenommen und James Ford Seale wurde wegen Kidnappings und Totschlags verurteilt. 2010 erhielten die Angehörigen eine Entschädigung vom County in nichtgenannter Höhe.
Fünf Orte im County sind im National Register of Historic Places eingetragen (Stand 1. Februar 2018).

## Demografische Daten
Nach der Volkszählung im Jahr 2000 lebten im Franklin County 8448 Menschen in 3211 Haushalten und 2337 Familien. Die Bevölkerungsdichte betrug 6 Personen pro Quadratkilometer. Ethnisch betrachtet setzte sich die Bevölkerung zusammen aus 62,80 Prozent Weißen, 36,27 Prozent Afroamerikanern, 0,22 Prozent amerikanischen Ureinwohnern, 0,07 Prozent Asiaten und 0,05 Prozent aus anderen ethnischen Gruppen; 0,59 Prozent stammten von zwei oder mehr Ethnien ab. 0,53 Prozent der Bevölkerung waren spanischer oder lateinamerikanischer Abstammung, die verschiedenen der genannten Gruppen angehörten.
Von den 3211 Haushalten hatten 34,6 Prozent Kinder unter 18 Jahren, die mit ihnen lebten. 54,2 Prozent waren verheiratete, zusammenlebende Paare, 14,6 Prozent waren allein erziehende Mütter und 27,2 Prozent waren keine Familien. 25,6 Prozent aller Haushalte waren Singlehaushalte und in 13,3 Prozent lebten Menschen im Alter von 65 Jahren oder darüber. Die durchschnittliche Haushaltsgröße lag bei 2,60 und die durchschnittliche Familiengröße bei 3,13 Personen.
27,3 Prozent der Bevölkerung war unter 18 Jahre alt, 8,8 Prozent zwischen 18 und 24, 26,1 Prozent zwischen 25 und 44, 22,6 Prozent zwischen 45 und 64 Jahre alt und 15,2 Prozent waren 65 Jahre oder älter. Das Durchschnittsalter betrug 37 Jahre. Auf 100 weibliche kamen statistisch 92,3 männliche Personen und auf 100 Frauen im Alter von 18 Jahren oder darüber kamen 86,1 Männer.
Das durchschnittliche Einkommen eines Haushaltes betrug 24.885 USD, das einer Familie 31.114 USD. Männer hatten ein durchschnittliches Einkommen von 26.676 USD, Frauen 19.567 USD. Das Prokopfeinkommen lag bei 13.643 USD. Etwa 20,6 Prozent der Familien und 24,1 Prozent der Bevölkerung lebten unterhalb der Armutsgrenze.

## Ortschaften

### Towns
- Bude
- Meadville
- Roxie

### Unincorporated Communities
- Eddiceton
- Hamburg
- Knoxville
- Little Springs
- Lucien
- McCall Creek
- Quentin
- Veto
- Smithdale